# Conseil de l'église baptiste du Népal
Le Conseil de l’église baptiste du Népal (anglais : Nepal Baptist Church Council) est une association chrétienne évangélique d'églises baptistes au Népal. Elle est affiliée à l’Alliance baptiste mondiale. Son siège est situé à Katmandou. 

## Histoire
Le Conseil de l’église baptiste du Népal a ses origines dans une mission britannique de la Société missionnaire baptiste et du Council of Baptist Churches in Northeast India en 1962. Elle est officiellement fondée en 1992. Selon un recensement de l’association, en 2023 elle disait avoir 254 églises et 22,397 membres.

## Écoles
Elle compte un institut de théologie affilié, le Collège baptiste du Népal à Katmandou fondé en 1988.